# Dominique Bruyneel
Pour les articles homonymes, voir Bruyneel.
Dominique Bruyneel, né le 23 octobre 1963, est un pilote de rallye belge.

## Biographie
Il commence la compétition automobile en 1991, au rallye des lacs de Killarney, en Irlande, sur BMW M3.

## Palmarès

### Titres
- Champion de Belgique des rallyes de Nationale en 1992, sur BMW M3;
- Champion du France des rallyes Terre en 2009, avec Jean-Charles Descamps sur Subaru Impreza WRC' 99;
  - 4e du championnat de Belgique des rallyes de Division 1 en 2003, sur Toyota Celica GT-Four.

### Victoires en championnat de France Terre
- Rallye Terre des Cardabelles Millau-Aveyron: 2008 avec Jean-Charles Descamps, sur Subaru Impreza S5 WRC' 99;
- Rallye Terre du Diois: 2009, avec Jean-Charles Descamps, sur Subaru Impreza S5 WRC' 99;

### Victoire en championnat des Pays-Bas
- Rallye Expo Groep: 2003, avec Davie Meert sur Toyota Celica GT-Four (écurie Duindistel);

### Victoires en championnat de Belgique
- Boucles de Spa Alphonse Delètre : 1994, avec Jean-Marc Fortin sur Lancia Delta HF Integrale ;
- Rallye van Hanuit : 2000, sur Peugeot 306 Maxi.